# Игры Содружества
Игры Содружества (англ. Commonwealth Games) — международные комплексные спортивные соревнования стран Содружества наций, проводящиеся раз в четыре года, а по количеству участников и объёму выступлений уступающие лишь Летним Олимпиадам.
Игры Содружества — один из самых важных элементов в спортивно-культурных отношениях между членами Содружества.

## История
Прообраз будущих Игр возник в 1911 году, когда в честь коронации короля Георга V были организованы Игры Британской империи, где были проведены соревнования по боксу, борьбе, плаванию и лёгкой атлетике, в которых приняли участия тогда ещё зависимые Канада, Австралия и Южная Африка.
В 1928 году канадский спортивный репортёр М.-М.Робинсон предложил провести Игры Британской империи. Идея была поддержана, и уже в 1930 году прошли первые соревнования в канадском Гамильтоне. Следующие Игры проходили каждые четыре года между Олимпиадами, прерываясь лишь во время Второй мировой войны.
Со временем многие колонии и доминионы получили независимость, а само Содружество наций реформировалось, поэтому официальное название соревнований менялось.
- 1930—1950 годы — Игры Британской империи
- 1954—1966 годы — Игры Британской империи и Содружества наций
- 1970—1974 годы — Игры Британского Содружества наций
- 1978—1998 годы — Игры Содружества наций
- С 2002 года — Игры Федерации Содружества наций

### Бойкоты
Игры Содружества, как и Олимпиады, хотя и в меньшей мере, не миновали бойкоты по политическим мотивам, связанным с апартеидом в ЮАР. В 1978 году Игры бойкотировала Нигерия, но самый крупный скандал произошёл в 1986 году, когда из-за спортивных контактов Великобритании и Южной Африки отказались принимать участие 32 команды. С 1972 по 1990 год угроза бойкота существовала и от стран, согласившихся участвовать в Играх.

## Участники Игр
В играх принимают участие: Великобритания и члены Содружества, причём Британская корона представлена четырьмя частями, тремя коронными владениями и заморскими владениями, каждая из которых представлена собственной командой. Австралия также представлена отдельной командой острова Норфолк, а Новую Зеландию, кроме основной команды, представляют Острова Кука и Ниуэ, как ассоциированные государства.
Только шесть команд были представлены на всех Играх: Англия, Шотландия, Уэльс, Канада, Австралия и Новая Зеландия.

### Потенциальные участники игр
В 2010 году планировалось (не состоялось) первое выступление команды Токелау. 
Также теоретически имеют право на участие: Сарк (около 600 человек), Херм (60 человек), Питкэрн (около 50 человек), Кокосовые острова, Остров Рождества (Австралия), Невис (отдельно от Сент-Китс и Невис), Остров Вознесения (1100 человек) и архипелаг Тристан-да-Кунья (около 300 человек) (отдельно от острова Святой Елены), Южная Георгия и Южные Сандвичевы острова (около 20 жителей).
Британская территория в Индийском океане, а также антарктические территории Великобритании, Австралии и Новой Зеландии не имеют постоянного населения и не представлены на Играх.
В случае принятия решения об участии Корнуолла в Играх 2014 могут возникнуть претензии на участие таких команд, как Остров Уайт, Шетландские острова, Гебридские острова, Оркнейские острова.

## Виды спорта
Программа Игр Содружества отличается от программ Олимпиад. Кроме того, здесь не существует строгого списка видов спорта. Страна-организатор может включить несколько видов спорта, популярных в её пределах. В программу игр входили такие виды спорта, как крикет, боулинг, сквош, нетбол. В 2002 и 2006 годах в программу включались виды спорта для инвалидов, однако, отдельные Игры наподобие Паралимпийских игр не проводились.

## Игры
| 1911             | -     | Лондон, Великобритания     | Георг V                             | 4                                   | 9                                   | 4                                   | 12 мая                              | 1 июня                              | неизвестно                          | Канада                              |                                     |                                     |                                     |                                     |
| Игры Содружества |       |                            |                                     |                                     |                                     |                                     |                                     |                                     |                                     |                                     |                                     |                                     |                                     |                                     |
| 1930             | I     | Гамильтон, Канада          | Виконт Уиллингдон                   | 6                                   | 59                                  | 11                                  | 16 августа                          | 23 августа                          | 400                                 | Англия                              |                                     |                                     |                                     |                                     |
| 1934             | II    | Лондон, Англия             | -                                   | 6                                   | 68                                  | 16                                  | 4 августа                           | 11 августа                          | 500                                 | Англия                              |                                     |                                     |                                     |                                     |
| 1938             | III   | Сидней, Австралия          | Лорд Вейкхёрст                      | 7                                   | 71                                  | 15                                  | 5 февраля                           | 12 февраля                          | 464                                 | Австралия                           |                                     |                                     |                                     |                                     |
| 1942             | -     | Монреаль, Канада           | Отменены из-за Второй мировой войны | Отменены из-за Второй мировой войны | Отменены из-за Второй мировой войны | Отменены из-за Второй мировой войны | Отменены из-за Второй мировой войны | Отменены из-за Второй мировой войны | Отменены из-за Второй мировой войны | Отменены из-за Второй мировой войны | Отменены из-за Второй мировой войны | Отменены из-за Второй мировой войны | Отменены из-за Второй мировой войны | Отменены из-за Второй мировой войны |
| 1946             | -     | Кардифф, Уэльс             | Отменены из-за Второй мировой войны | Отменены из-за Второй мировой войны | Отменены из-за Второй мировой войны | Отменены из-за Второй мировой войны | Отменены из-за Второй мировой войны | Отменены из-за Второй мировой войны | Отменены из-за Второй мировой войны | Отменены из-за Второй мировой войны | Отменены из-за Второй мировой войны | Отменены из-за Второй мировой войны | Отменены из-за Второй мировой войны | Отменены из-за Второй мировой войны |
| 1950             | IV    | Окленд, Новая Зеландия     | Бернард Фрейберг                    | 9                                   | 88                                  | 12                                  | 4 февраля                           | 11 февраля                          | 590                                 | Австралия                           |                                     |                                     |                                     |                                     |
| 1954             | V     | Ванкувер, Канада           | Харольд Александер                  | 9                                   | 91                                  | 24                                  | 30 июля                             | 7 августа                           | 662                                 | Англия                              |                                     |                                     |                                     |                                     |
| 1958             | VI    | Кардифф, Уэльс             | Филипп, герцог Эдинбургский         | 9                                   | 94                                  | 36                                  | 18 июля                             | 26 июля                             | 1122                                | Англия                              |                                     |                                     |                                     |                                     |
| 1962             | VII   | Перт, Австралия            | Филипп, герцог Эдинбургский         | 9                                   | 104                                 | 35                                  | 22 ноября                           | 1 декабря                           | 863                                 | Австралия                           |                                     |                                     |                                     |                                     |
| 1966             | VIII  | Кингстон, Ямайка           | Филипп, герцог Эдинбургский         | 9                                   | 110                                 | 34                                  | 4 августа                           | 13 августа                          | 1050                                | Англия                              |                                     |                                     |                                     |                                     |
| 1970             | IX    | Эдинбург, Шотландия        | Филипп, герцог Эдинбургский         | 9                                   | 121                                 | 42                                  | 16 июля                             | 25 июля                             | 1383                                | Австралия                           |                                     |                                     |                                     |                                     |
| 1974             | X     | Крайстчерч, Новая Зеландия | Филипп, герцог Эдинбургский         | 9                                   | 121                                 | 38                                  | 24 января                           | 2 февраля                           | 1276                                | Австралия                           |                                     |                                     |                                     |                                     |
| 1978             | XI    | Эдмонтон, Канада           | Елизавета II                        | 10                                  | 128                                 | 46                                  | 3 августа                           | 12 августа                          | 1474                                | Канада                              |                                     |                                     |                                     |                                     |
| 1982             | XII   | Брисбен, Австралия         | Филипп, герцог Эдинбургский         | 10                                  | 142                                 | 46                                  | 30 сентября                         | 9 октября                           | 1583                                | Австралия                           |                                     |                                     |                                     |                                     |
| 1986             | XIII  | Эдинбург, Шотландия        | Елизавета II                        | 10                                  | 163                                 | 26                                  | 24 июля                             | 2 августа                           | 1662                                | Англия                              |                                     |                                     |                                     |                                     |
| 1990             | XIV   | Окленд, Новая Зеландия     | Эдвард, граф Уэссекский             | 10                                  | 204                                 | 55                                  | 24 января                           | 3 февраля                           | 2073                                | Австралия                           |                                     |                                     |                                     |                                     |
| 1994             | XV    | Виктория, Канада           | Елизавета II                        | 10                                  | 217                                 | 63                                  | 18 августа                          | 28 августа                          | 2557                                | Австралия                           |                                     |                                     |                                     |                                     |
| 1998             | XVI   | Куала-Лумпур, Малайзия     | султан Джафар                       | 15                                  | 213                                 | 70                                  | 11 сентября                         | 21 сентября                         | 3633                                | Австралия                           |                                     |                                     |                                     |                                     |
| 2002             | XVII  | Манчестер, Англия          | Елизавета II                        | 17                                  | 281                                 | 72                                  | 25 июля                             | 4 августа                           | 3679                                | Австралия                           |                                     |                                     |                                     |                                     |
| 2006             | XVIII | Мельбурн, Австралия        | Елизавета II                        | 16                                  | 245                                 | 71                                  | 15 марта                            | 26 марта                            | 4049                                | Австралия                           |                                     |                                     |                                     |                                     |
| 2010             | XIX   | Дели, Индия                | Пратибха Патил                      | 17                                  | 272                                 | 71                                  | 3 октября                           | 14 октября                          | 4352                                | Австралия                           |                                     |                                     |                                     |                                     |
| 2014             | XX    | Глазго, Шотландия          | Елизавета II                        | 17                                  | 261                                 | 71                                  | 23 июля                             | 3 августа                           | 4947                                | Англия                              |                                     |                                     |                                     |                                     |
| 2018             | XXI   | Голд-Кост, Австралия       | принц Чарльз                        | 19                                  | 275                                 | 71                                  | 4 апреля                            | 15 апреля                           | 4426                                | Австралия                           |                                     |                                     |                                     |                                     |
| 2022             | XXII  | Бирмингем, Англия[I]       |                                     | 20                                  | 280                                 | 72                                  | 28 июля                             | 8 августа                           | 5054                                |                                     |                                     |                                     |                                     |                                     |
| 2026             | XXIII | Выборы в 2021 году         |                                     |                                     |                                     |                                     |                                     |                                     |                                     |                                     |                                     |                                     |                                     |                                     |

Примечание: Чемпионат Содружества по стрельбе и стрельбе из лука 2022 года будет проводиться как отдельное мероприятие в Чандигархе (Индия) в январе 2022 года. Медали, выигранные на чемпионатах, будут учтены в итоговой таблице медалей Игр Содружества 2022 года.
Примечание: Чемпионат 1911 года, проводившийся в Лондоне, считается предшественником современных Игр Содружества, но обычно не считается официальным изданием самих Игр. Кроме того, Соединенное Королевство соревновалось как одна страна, в отличие от Игр Содружества сегодня, когда они соревнуются как Англия, Уэльс, Шотландия и Северная Ирландия. Канада возглавила медальную таблицу, выиграв 4 турнира.